# Shuffle!
Shuffle! (シャッフル!?, Shaffuru!) è una visual novel giapponese per adulti creata dalla Navel, espansa poi nella nuova versione Shuffle! Essence+. Dalla visual novel sono stati tratti due manga e due serie anime.
Shuffle! ha anche quattro sequel spin-off: Tick! Tack!, Really? Really!, Shuffle! Love Rainbow e Princess! Princess!.
La storia è ambientata in un universo fittizio nel quale gli umani vivono in armonia con gli dei e i diavoli, che differiscono dagli umani solo per le orecchie a punta. I personaggi frequentano la scuola superiore multi-razziale Verbena Academy.
Shuffle! contiene molte allusioni ai fiori: tutti i nomi dei personaggi, infatti, includono il nome di una pianta; inoltre, il loro carattere dipende dal fiore associato alla data di nascita.

## Trama
Rin Tsuchimi, un normale studente di 17 anni al secondo anno alla Verbena Academy, ha perso i genitori otto anni prima durante un incidente d'auto nel quale è morta anche la madre di Kaede Fuyou, sua amica d'infanzia che lo ospita da allora. Poco dopo la morte dei genitori, Rin incontra in momenti diversi Lisianthus e Nerine: essendosi dimostrato gentile nei loro confronti, il ragazzo è ora diventato il perfetto candidato sposo per entrambe, figlie rispettivamente del re degli Dei e del re dei Diavoli. Le due ragazze si trasferiscono nella sua scuola, ma Rin dovrà affrontare le attenzioni anche di Kaede, Asa e Primula.

## Personaggi
Rin Tsuchimi (土見 稟?, Tsuchimi Rin)
Protagonista maschile della serie, ha 17 anni. È molto gentile, e questo rappresenta sia la sua forza poiché piace alle ragazze, sia la sua debolezza perché è molto indeciso e cerca di rendere tutti felici. Non mostra molto impegno nel relazionarsi con le ragazze che lo circondano, ma comincia a trascorrere sempre più tempo con Lisianthus e Nerine dopo il loro arrivo, iniziando a sviluppare dei sentimenti per loro. Per quanto riguarda Kaede, invece, la considera solo un'amica d'infanzia. Ha perso i genitori durante l'infanzia in un incidente d'auto e da quel momento vive con Kaede e il padre di lei.
Lisianthus "Sia" /Kikyo (リシアンサス "シア" / キキョウ?, Rishiansasu "Shia" / Kikyō)
Figlia di Eustoma e Cineraria, re e regina degli Dei, è la cugina di Nerine perché sua madre è la sorella del re dei Diavoli. Scende sulla Terra come possibile candidata sposa di Rin. Ha una personalità vivace e ottimista ed è molto brava in cucina. Ha una doppia personalità perché, quando era nel grembo materno, la sorella gemella Kikyo morì e lei decise di accoglierne l'anima nel suo corpo: la sorella prende controllo del suo corpo quando è depressa o quando pensa che dovrebbe essere più aggressiva con Rin.
Nerine / Lycoris (ネリネ / リコリス?, Nerine / Rikorisu)
Figlia di Forbesii e Sage, re e regina dei Diavoli, è la cugina di Lisianthus perché suo padre è il fratello della regina degli Dei. Scende sulla Terra come possibile candidata sposa di Rin. È molto brava nell'uso della magia e a volte la utilizza con effetti devastanti. Nerine ha assorbito lo spirito di Lycoris, il suo clone, che si sacrificò per lei per curarla da una malattia mortale; in realtà, è stata Lycoris, molto brava a cantare, a incontrare Rin la prima volta. Lycoris si differenzia da Nerine perché non ha gli occhi rossi, ma viola. Molto timida e rispettosa, le piace imparare e ha ottimi voti.
Kaede Fuyou (芙蓉楓?, Fuyō Kaede)
Kaede Fuyou è l'amica d'infanzia di Rin cresciuta con lui dopo che la madre e i genitori di Rin morirono in un incidente d'auto. Dopo aver cominciato le medie, Kaede comincia a prendersi cura del ragazzo, cucinando per lui. È modesta, tranquilla e pessimista, ma a volte ha degli scatti nevrotici quando è sotto shock. È innamorata di Rin, ma non si considera degna di stare al suo fianco.
Asa Shigure (時雨亜沙?, Shigure Asa)
Amica di Rin, ha 18 anni. Nonostante la costituzione debole, è molto energica. È un maschiaccio, ma è molto brava a cucinare. È metà umana e metà Diavolo, ma non ha le orecchie lunghe come questi ultimi; quando si trasforma in diavolo, però, le crescono i capelli. È molto corteggiata, ma rifiuta tutti i ragazzi che le si dichiarano, avendo una cotta per Rin.
Primula "Rimu" (プリムラ "リム"?, Purimura "Rimu")
Ragazza strana e stoica, porta sempre con sé un gatto di pezza, un regalo fatto da Rin a Lycoris, che la ragazza le ha poi regalato prima di morire. Terza forma di vita artificiale nata dagli esperimenti di Dei e Diavoli, è scappata dai laboratori per cercare Rin come le disse di fare Lycoris. Primula ha un buon rapporto con gli altri cloni perché era la sorella di Lycoris. Nonostante parli e sorrida poco, in realtà è una ragazza allegra. Vive con Kaede, alla quale è molto affezionata. Nell'anime, riesce a vedere qualche sprazzo di futuro.
Kareha (カレハ?, Kareha)
Una Dea amica di Asa, è in classe con lei e le due sono sempre insieme. Dice sempre "Maa! Maa!! Maa!!!" quando vede qualcosa di tenero e comincia a sognare ad occhi aperti. Lavora part-time come cameriera in un bar e ha una sorellina, Tsubomi.
Mayumi Thyme (麻弓＝タイム?, Mayumi Taimu)
Metà Diavolo e metà umana, è in classe con Rin ed è una buona amica di Kaede. La reporter della scuola, è sempre a caccia di notizie. Ha gli occhi di due colori diversi. Litiga spesso con Itsuki e in Shuffle! Essence+ viene rivelato che sono amici d'infanzia.
Itsuki Midoriba (緑葉樹?, Midoriba Itsuki)
Amico di Rin e dongiovanni, è invidioso delle attenzioni che le ragazze dedicano a Rin.
Nadeshiko Benibara (紅薔薇撫子?, Benibara Nadeshiko)
Insegnante della classe di Rin, è single e molto attraente, e per questo attrae l'attenzione del re dei Diavoli e di Itsuki. Quando vuole sa essere molto severa, al punto da assegnare delle punizioni a chiunque si distragga anche di poco.
Eustoma (ユーストマ?, Yūsutoma)
Il padre di Lisianthus, è il re degli Dei. Adora il sake ed è fonte d'imbarazzo per la figlia. Ha tre mogli, Lilac, Iris e Cineraria. Quest'ultima è la madre di Lisianthus ed è l'unica moglie che è un Diavolo.
Lilac
La prima moglie di Eustoma, ha i capelli corti. Ha l'abitudine di colpire il marito quando dice cose imbarazzanti.
Iris
La seconda moglie di Eustoma, ha i capelli lunghi. Parla poco.
Forbesii (フォーベシイ?, Fuōbeshii)
Il padre di Nerine, è il re dei Diavoli. È lussurioso e quindi fa subito amicizia con Itsuki.
Ama Shigure (時雨亜麻?, Shigure Ama)
La madre di Asa, è il primo esperimento di Dei e Diavoli, anche se è un Diavolo che ha accettato di prendere parte agli esperimenti. Indossa un cappello con orecchie da gatto.
Tsubomi (ツボミ?, Tsubomi)
La sorella minore di Kareha, esclama sempre "Kya! Kya! Kya!" quando vede qualcosa di tenero. Fa un breve cameo, ma torna come personaggio secondario in Really? Really!.

### Shuffle! Essence+
Daisy (デイジー?, Deijī)
Studentessa appena trasferitasi, è una Dea. Adora Lisianthus ed è l'unico membro del club di cinema.
Ruri Matsuri (ルリ＝マツリ?, Ruri Matsuri)
Membro della guardia di Lisianthus, preferisce l'uniforme maschile a quella femminile. Sembra fredda, ma in realtà è piacevole e gentile.
Sakura Yae (八重桜?, Yae Sakura)
Fa una breve apparizione in Essence+, ma è tra le protagoniste di Really? Really!. Amica d'infanzia di Rin e Kaede, ha frequentato con loro la stessa scuola fino alle medie, per poi andare in una scuola superiore per ragazze.

## Episodi
Shuffle!
- Opening: You di YURIA.
- Ending: Innocence di Miyuki Hashimoto.
- Ending di Shuffle! Prologue: Mirage Lullaby di YURIA.

Shuffle! Memories
- Opening

1. Fateful Encounters di YURIA.
2. Memories di Yūko Gotō.
3. High Tension Dreamer di Itou Miki.
4. Pray di Nagami Haruka.
5. Girigiri Heart Connection di Aoki Sayaka.
6. Pureness di Hitomi.

- Ending

1. Innocence di Miyuki Hashimoto.
2. Only one, only love di Yūko Gotō.
3. Wish di Itou Miki.
4. Himitsu no Mori di Haruka Nagami.
5. Freedom di Aoki Sayaka.
6. Magical ☆ Powerstation di Hitomi.
7. Natural Tone di Miyuki Hashimoto.

| Nº                             | Titolo italiano Giapponese 「Kanji」 - Rōmaji                                                                        | In onda           | In onda |
| Nº                             | Titolo italiano Giapponese 「Kanji」 - Rōmaji                                                                        | Giapponese        |         |
| Shuffle! (25 episodi)          | |                   |         |
| 0                              | Shuffle! Prologo 「Shuffle! PROLOGUE」 - Shuffle! Prologue                                                           | maggio 2005       |         |
| 1                              | L'uomo che poteva diventare un Dio o un Diavolo! 「神にも悪魔にもなれる男!」 - Kami ni mo Mazoku ni mo Nareru Otoko! | 7 luglio 2005     |         |
| 2                              | Volevo vederti! 「会いたくて!」 - Aitakute!                                                                          | 14 luglio 2005    |         |
| 3                              | Ti ricordi? 「憶えてますか?」 - Oboetemasu ka?                                                                       | 21 luglio 2005    |         |
| 4                              | L'omelette della felicità! 「幸せのタマゴ焼き!」 - Shiawase no Tamagoyaki!                                           | 28 luglio 2005    |         |
| 5                              | Il luogo al quale appartengo 「私の居場所」 - Watashi no Ibasho                                                      | 4 agosto 2005     |         |
| 6                              | Sorridi! 「微笑み!」 - Hohoemi!                                                                                      | 11 agosto 2005    |         |
| 7                              | Alta tensione d'amore 「恋愛スクランブル」 - Ren'ai Sukuranburu                                                      | 18 agosto 2005    |         |
| 8                              | Panty Date 「パンツでデート」 - Pantsu de Dēto                                                                       | 25 agosto 2005    |         |
| 9                              | Sopravvivenza sulla spiaggia 「海水浴でサバイバル」 - Kaisuiyoku de Sabaibaru                                        | 15 settembre 2005 |         |
| 10                             | Confessioni alla luce della luna 「月夜の告白」 - Tsukiyo no Kokuhaku                                                | 22 settembre 2005 |         |
| 11                             | Le ragazze dell'estate 「夏のお嬢さんたち」 - Natsu no O-jō-san-tachi                                                | 29 settembre 2005 |         |
| 12                             | Estate ghiacciata 「凍てついた夏」 - Itetsuita Natsu                                                                 | 6 ottobre 2005    |         |
| 13                             | La casa del crepuscolo 「斜陽の家」 - Shayō no Ie                                                                    | 13 ottobre 2005   |         |
| 14                             | Lycoris 「リコリス」 - Rikorisu                                                                                      | 20 ottobre 2005   |         |
| 15                             | Ciò che viene recuperato 「取り戻したもの」 - Torimodoshita Mono                                                     | 27 ottobre 2005   |         |
| 16                             | Kikyo 「キキョウ」 - Kikyō                                                                                           | 3 novembre 2005   |         |
| 17                             | Sentimenti onesti 「素直な気持ち」 - Sunao na Kimochi                                                                | 10 novembre 2005  |         |
| 18                             | Colei che Rin ama 「稟の好きなヒト」 - Rin no Suki na Hito                                                           | 17 novembre 2005  |         |
| 19                             | Sentimenti indimenticabili 「忘れ得ぬ思い」 - Wasure Enu Omoi                                                        | 24 novembre 2005  |         |
| 20                             | Peccato indelebile 「忘れられぬ罪」 - Wasurerarenu Tsumi                                                             | 1º dicembre 2005  |         |
| 21                             | Dove vanno i sentimenti 「気持ちの行方」 - Kimochi no Yukue                                                          | 8 dicembre 2005   |         |
| 22                             | Verso un nuovo domani 「新しい明日へ」 - Atarashii Ashita e                                                          | 15 dicembre 2005  |         |
| 23                             | La verità svelata 「明かされた真実」 - Akasareta Shinjitsu                                                           | 22 dicembre 2005  |         |
| 24                             | E... quello che è importante 「そして...大切なこと」 - Soshite... Taisetsu na Koto                                   | 5 gennaio 2006    |         |
| Shuffle! Memories (12 episodi) | |                   |         |
| 1                              | Episodio introduttivo 「導入編」 - Dōnyū Hen                                                                         | 6 gennaio 2007    |         |
| 2                              | Capitolo di Kaede Fuyou - parte 1 「芙蓉楓編 前編」 - Fuyō Kaede Hen Zenpen                                          | 13 gennaio 2007   |         |
| 3                              | Capitolo di Asa Shigure - parte 1 「時雨亜沙編 前編」 - Shigure Asa Hen Zenpen                                       | 20 gennaio 2007   |         |
| 4                              | Capitolo di Nerine - parte 1 「ネリネ編 前編」 - Nerine Hen Zenpen                                                   | 27 gennaio 2007   |         |
| 5                              | Capitolo di Lisianthus - parte 1 「リシアンサス編 前編」 - Rishiansasu Hen Zenpen                                    | 3 febbraio 2007   |         |
| 6                              | Capitolo di Primula - parte 1 「プリムラ編 前編」 - Purimura Hen Zenpen                                              | 10 febbraio 2007  |         |
| 7                              | Capitolo di Kaede Fuyou - parte 2 「芙蓉楓編 後編」 - Fuyō Kaede Hen Kōhen                                           | 17 febbraio 2007  |         |
| 8                              | Capitolo di Asa Shigure - parte 2 「時雨亜沙編 後編」 - Shigure Asa Hen Kōhen                                        | 24 febbraio 2007  |         |
| 9                              | Capitolo di Nerine - parte 2 「ネリネ編 後編」 - Nerine Hen Kōhen                                                    | 3 marzo 2007      |         |
| 10                             | Capitolo di Lisianthus - parte 2 「リシアンサス編 後編」 - Rishiansasu Hen Kōhen                                     | 10 marzo 2007     |         |
| 11                             | Capitolo di Primula - parte 2 「プリムラ編 後編」 - Purimura Hen Kōhen                                               | 17 marzo 2007     |         |
| 12                             | Capitolo extra 「番外編」 - Bangai Hen                                                                               | 24 marzo 2007     |         |